# 1995 UA7
1995 UA7 är en asteroid i huvudbältet som upptäcktes den 26 oktober 1995 av de båda japanska astronomerna Takeshi Urata och Yoshisada Shimizu vid Nachi-Katsuura-observatoriet.
Asteroiden har en diameter på ungefär 5 kilometer.